# Megachile lefroma
Megachile lefroma är en biart som beskrevs av Cameron 1907. Megachile lefroma ingår i släktet tapetserarbin, och familjen buksamlarbin. Inga underarter finns listade i Catalogue of Life.